# رولف شیم
رولف شیم (به آلمانی: Rolf Schimpf)، زادهٔ ۱۴ نوامبر ۱۹۲۴ – درگذشتهٔ ۲۲ مارس ۲۰۲۵) بازیگر اهل آلمان بود.
او در مجموعه تلویزیونی آلمانی روباه پیر (به آلمانی: Der Alte)، (در ایران با نام کاراگاه کاستر)، ایفاگر نقش بوده‌است.
رولف شیم در ۲۲ مارس ۲۰۲۵، در سن ۱۰۰ سالگی درگذشت.